# Línea 27 de TMB
La línea 27 es una línea regular de autobús urbano de la ciudad de Barcelona, gestionada por la empresa TMB. Hace su recorrido entre la Estación de Sants y Roquetes, con una frecuencia en hora punta de 7 a 8 minutos.

## Horarios[Nota 1]
| 27         | Primer servicio A: Estació de Sants | Primer servicio A: Roquetes | Último servicio A: Estació de Sants | Último servicio A: Roquetes |
| Laborables | 05:00                               | 05:00                       | 22:30                               | 22:30                       |
| Sábados    | 05:00                               | 05:00                       | 22:30                               | 22:30                       |
| Festivos   | 05:00                               | 05:00                       | 22:30                               | 22:30                       |

## Recorrido
- De Estación de Sants a Roquetes por: Pl dels Països Catalans (Estación de Sants), St. Antoni, Av. Roma, Josep Tarradellas, Rosselló, París, Viladomat, Av de Sarrià, Buenos Aires, Comte d'Urgell, Trav de Gràcia, Muntaner, Balmes, Pl Gal·la Placídia, Av Riera de Cassoles, Rambla de Prat, Carolines, Pl Lesseps (Metro Lesseps), Av de Vallcarca, Baixada de la Glòria, Viaducte de Vallcarca, Hospital Delfos, Parc Sanitari Pere Virgili, Metro Penitents, Capellades, Pg Vall d'Hebron, Patronat Ribes, Mercat Vall d'Hebron, Palau d'Esports Vall d'Hebron, Hospital Universitario Valle de Hebrón (Metro Vall d'Hebron), Parc de la Vall d'Hebron, Av Can Marcet, Ctra d'Horta, Scala Dei, Pl Karl Marx, Ronda Guineueta Vella, Antonio Machado, Juan Ramón Jiménez, Barri Canyelles (Metro Canyelles), Escuela Deyá, Artesania, Alcántara, Garigliano, Les Torres, Mina de la Ciutat.

- De Roquetes a Estación de Sants por: Les Torres, Mina de la Ciutat, Artesania, Antonio Machado, Via Favència, Barri Canyelles (Metro Canyelles), Via Favència, Pl Karl Marx, Pg Vall d'Hebron, Cementiri d'Horta, Velòdrom, Mundet, IES Narcís Monturiol, Metro Montbau, Hospital Vall d'Hebron, Metro Vall d'Hebron, Av Jordà, Natzaret, Av de Vallcarca, Metro Penitents, CAP Vallcarca, Hospital Delfos, Gomis, Ballester, Pl Lesseps (Metro Lesseps), Av Riera de Cassoles, Guillem Tell, Balmes, Via Augusta, Trav de Gràcia, Travessera de Gràcia, Muntaner, Calvet, Josep Tarradellas, Francesc Macià, Av Sarrià, Entença, Numància, Pl dels Països Catalans, St Antoni, Estación de Sants.

## Otros datos
| Prestación               | Disponibilidad en la línea                            |
| ------------------------ | ----------------------------------------------------- |
| Adaptada a               | Sí (Todos los autobuses TMB están adaptados)          |
| TMB iBus                 | Sí (Todos los autobuses TMB disponen de este sistema) |
| Pantallas informativas   | Sí                                                    |
| Línea de tránsito rápido | No                                                    |
| Circula en días festivos | Si                                                    |

## Rutas de autobuses
| Líneas de autobuses que prestan servicio en el Área Metropolitana de Barcelona |               |                  |
| Línea anterior:                                                                | Línea actual: | Línea siguiente: |
| 24 Línea 24                                                                    | 27 Línea 27   | 33 Línea 33      |